# Park Sung-joon
Park Sung-joon (hangul= 박성준), es un actor surcoreano.

## Carrera
Es miembro de la agencia "NEW & Studio".
En julio de 2017 se unió al elenco recurrente de la serie Reunited Worlds donde dio vida a Shin Ho-bang de joven, papel interpretado por el actor Lee Si-eon de adulto. Ho-bang es uno de los amigos de Sung Hae-sung (Yeo Jin-goo) y Jung Jung-won (Jung Chae-yeon).
Ese mismo año se unió al elenco recurrente de la serie Strongest Deliveryman donde interpretó a Yoon-cheol, uno de los empleados de "Coffee World".
En noviembre de 2019 se unió al elenco recurrente de la segunda temporada de la serie "Chief of Staff" titulada Chief of Staff 2 donde dio vida a Jung Min-chul, un secretario de sexto grado de la oficina de Jang Tae-joon (Lee Jung-jae).
El 12 de febrero de 2020 apareció en la película An Honest Candidate (también conocida como "No Time To Lie") donde interpretó al youtuber "Damnit".
En mayo del mismo año se unió al elenco recurrente de la serie Sweet Munchies donde dio vida al joven Noh Jae-soo, un asistente de dirección a tiempo completo en "CK Channel".
En julio del mismo año apareció en la serie Graceful Friends donde interpretó a Cheon Man-shik de joven. Papel interpretado por el actor Kim Won-hae de adulto.

## Filmografía

### Series de televisión
| Año       | Título                               | Personaje                 | Notas |
| --------- | ------------------------------------ | ------------------------- | ----- |
| 2022      | Rookie Cops                          | Yoo Dae-il                | [ 5 ] |
| 2020–2021 | Run On                               | Kwon Young-il             |       |
| 2020      | Graceful Friends                     | Cheon Man-shik (de joven) |       |
| 2020      | Sweet Munchies                       | Noh Jae-soo               |       |
| 2020      | Team Bulldog: Off-Duty Investigation | Kang Moo-taek             |       |
| 2019      | Chief of Staff 2                     | Jung Min-chul             |       |
| 2019      | Doctor Detective                     |                           |       |
| 2018      | Mother                               | Oficial de Policía        |       |
| 2017      | Black                                |                           |       |
| 2017      | My Golden Life                       |                           |       |
| 2017      | Strongest Deliveryman                | Yoon-cheol                |       |
| 2017      | Reunited Worlds                      | Shin Ho-bang (de joven)   |       |
| 2013      | The King's Daughter, Soo Baek-hyang  |                           |       |
| 2013      | I Can Hear Your Voice                |                           |       |
| 2013      | She is Wow! (우와한 녀)              | Na Jae-soo                |       |

### Películas
| Año  | Título               | Personaje              | Notas |
| ---- | -------------------- | ---------------------- | --- |
| 2020 | Lucky Monster        | -                      | junto a Kim Do-yoon, Jang Jin-hee, Woo Kang-min, Bae Jin-woong y Hong Yi-joo                                  |
| 2020 | One Blue Rainy Day   | Young-no               | juntoo a Oh Dong-min, Kang Gil-woo, Lee Tae-kyung y Jung Do-won                                               |
| 2020 | An Honest Candidate  | "Damnit"               | junto a Ra Mi-ran, Kim Mu-yeol, Na Moon-hee, Jang Dong-joo, On Joo-wan, Jo Han-chul y Cho Soo-hyang           |
| 2019 | Spring, Again        | Oficial Kim            | junto a Lee Chung-ah, Hong Jong-hyun, Kim Joo-ryung, Park Kyung-hye, Park Ji-bin, Lee Hye-ran y Oh Hyun-joong |
| 2013 | Hwayi: A Monster Boy | Estudiante Desordenado | junto a Kim Yoon-seok, Yeo Jin-goo, Jang Hyun-sung, Park Hae-joon, Nam Ji-hyun, Cho Jin-woong y Kim Young-min |
| -    | 잃어버린 것들        | -                      | (corto) |
| -    | 제발                 | -                      | (corto) |
| -    | 언니                 | -                      | (corto) |
| -    | 지팡이 소녀          | -                      | (corto) |

### Programas de variedades
| Año  | Título                  | Notas                  |
| ---- | ----------------------- | ---------------------- |
| 2018 | Brain-fficial: Season 1 | (ep. #9-10) - invitado |